# Conflicto Israel-Líbano

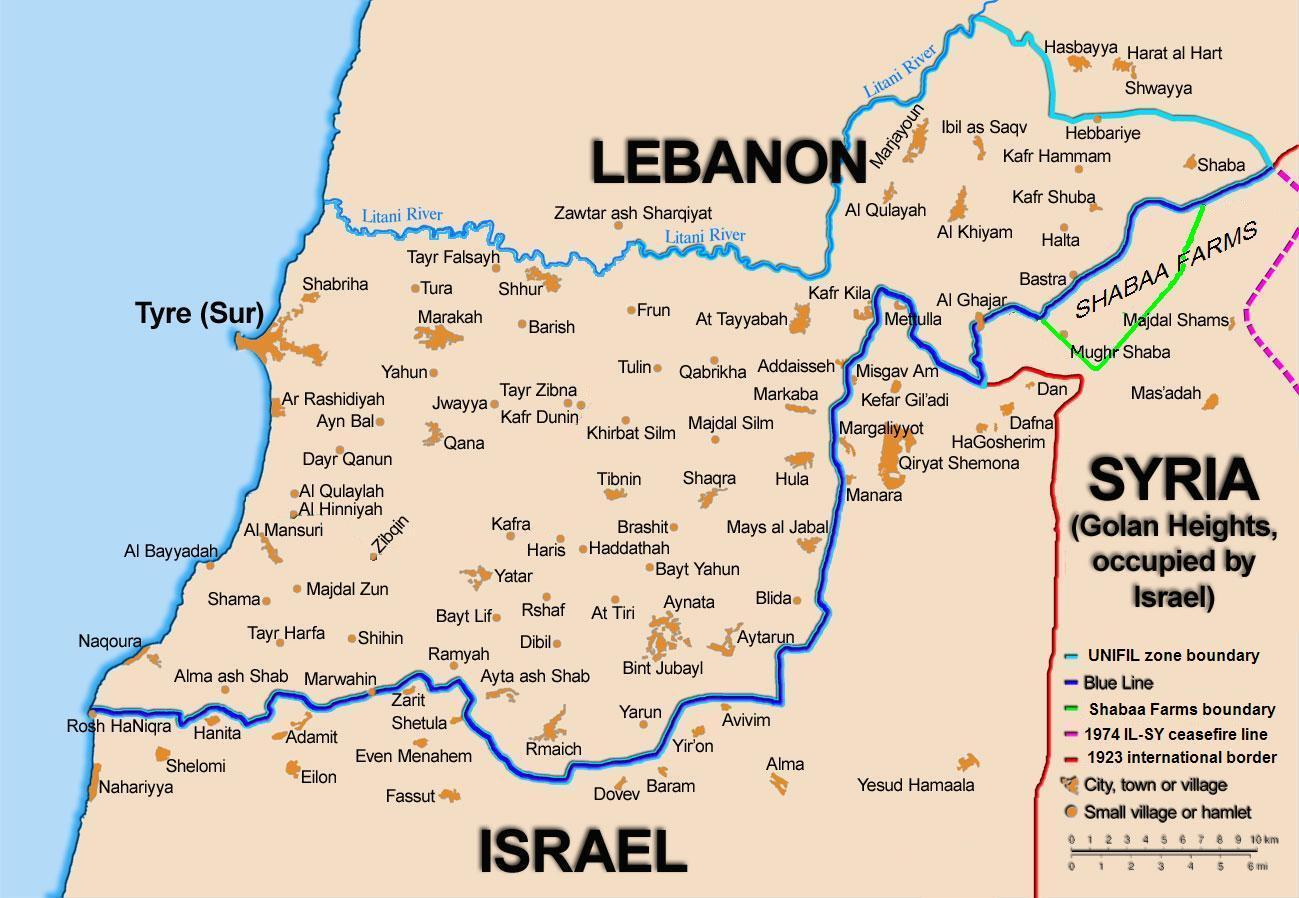
La Línea Azul demarca la frontera Líbano-Israelí así como la frontera Líbano - Altos del Golán.

El conflicto entre Israel y Líbano, también conocido como Conflicto del Sur de Líbano, es una serie de enfrentamientos militares que involucran a Israel, Líbano y Siria, a la Organización para la Liberación de Palestina (OLP) y a Hezbolá y a varias milicias y militantes que actúan desde dentro de Líbano. El conflicto alcanzó su punto máximo en la década de 1980, durante la Guerra Civil Libanesa, y ha disminuido desde entonces, pero ha regresado entre 2023 y 2024. 
La Organización para la Liberación de Palestina (OLP) reclutó militantes en Líbano entre los refugiados palestinos que habían sido expulsados o habían huido tras la creación de Israel en 1948. Después de que el liderazgo de la OLP y su brigada Fatah fueran expulsados de Jordania en 1970-1971 por fomentar una revuelta, ingresaron al sur de Líbano, lo que resultó en un aumento de la violencia interna y transfronteriza. Mientras tanto, las tensiones demográficas sobre el Pacto Nacional Libanés llevaron a la Guerra Civil Libanesa (1975-1990). Las acciones de la OLP fueron uno de los factores clave en el estallido de la Guerra Civil Libanesa y sus batallas con facciones libanesas causaron intervención extranjera. La invasión de Israel a Líbano en 1978 empujó a la OLP al norte del río Litani, pero la OLP continuó su campaña contra Israel. Israel invadió Líbano nuevamente en 1982, en alianza con las principales milicias cristianas libanesas de las Fuerzas Libanesas y el Partido Kataeb, y expulsó por la fuerza a la OLP. En 1983, Israel y Líbano firmaron el Acuerdo del 17 de mayo, que proporcionaba un marco para el establecimiento de relaciones bilaterales normales entre los dos países, pero las relaciones se vieron interrumpidas con la toma de milicias chiítas y drusas a principios de 1984. Israel se retiró de la mayor parte de Líbano en 1985, pero mantuvo el control de una zona de seguridad de 19 kilómetros, mantenida con la ayuda de militantes en la milicia del Ejército del Sur del Líbano (ESL). 
En 1985, Hezbollah,  un nuevo movimiento de resistencia chií libanés patrocinado por Irán, llamó a la lucha armada para poner fin a la ocupación israelí del territorio libanés. Cuando la guerra civil libanesa terminó y otras facciones beligerantes acordaron desarmarse, Hezbollah y el ESL se negaron. El combate con Hezbollah debilitó la determinación israelí y llevó al colapso del ESL y a una retirada israelí en 2000 hacia su lado de la frontera designada por la ONU. 
Citando el control israelí del territorio de Shebaa Farms, Hezbollah continuó realizando ataques transfronterizos de manera intermitente durante los siguientes seis años. Hezbollah buscaba ahora la liberación de ciudadanos libaneses en cárceles israelíes y utilizó con éxito la táctica de capturar soldados israelíes como palanca para un intercambio de prisioneros en 2004. La captura de dos soldados israelíes por parte de Hezbollah encendió la Guerra del Líbano de 2006. Su alto el fuego exigía el desarme de Hezbollah y el respeto a la integridad territorial y la soberanía del Líbano por parte de Israel. Las hostilidades se suspendieron a partir del 8 de septiembre de 2006.
Nuevamente, los enfrentamientos en la frontera entre Israel y Líbano comenzaron el 8 de octubre de 2023. Durante este conflicto, el grupo militante libanés Hezbolá lanzó cohetes guiados y proyectiles de artillería contra posiciones ocupadas por Israel en el noroccidente de los Altos del Golán. A su vez, las Fuerzas de Defensa de Israel (FDI) respondieron con ataques aéreos y fuego de artillería contra posiciones de Hezbolá cerca de la frontera entre los Altos del Golán y el Líbano. Estos enfrentamientos se intensificaron y se extendieron a otras partes de la frontera entre Israel y Líbano, así como a Siria y los Altos del Golán ocupados. Actualmente, esta escalada representa la mayor tensión entre Hezbolá e Israel desde la Guerra del Líbano de 2006.
También en este conflicto el líder de Hamas Saleh al Arouri fue asesinado durante un bombardeo perpetrado por Israel en Beirut, Líbano. Además, el movimiento chiita Hezbolá prometió venganza y calificó la muerte como “un grave ataque contra Líbano”